# Ellychnia greeni
Ellychnia greeni är en skalbaggsart som beskrevs av Fender in Hatch 1962. Ellychnia greeni ingår i släktet Ellychnia och familjen lysmaskar. Inga underarter finns listade i Catalogue of Life.